# OruxMaps
OruxMaps es una aplicación de gestión de mapas offline y online mediante servicios WMS desarrollada por José Vázquez para dispositivos con sistema operativo Android. Su uso preferente en dispositivos móviles está orientado a excursionistas, ciclistas y navegantes deportivos. La primera versión del programa apareció en 2009. Incluye ayuda a la navegación GPS con características adicionales, utilizando tanto mapas en línea como fuera de línea.

## Características
La aplicación permite visualizar mapas geográficos para dispositivos Android en dos modos: On-line y Off-line.
El uso de mapas On-Line, a través de conexión a Internet, permite acceder a una gran variedad de mapas de OpenStreetMap, Google Maps, Microsoft MapPoint, Instituto Geográfico Nacional de España, SIGPAC, etc. Algunos de estos mapas pueden ser almacenados en el dispositivo, permitiéndose su uso posterior en modo off-line. A través de páginas web como OpenAndroMaps o 4UMaps se pueden conseguir mapas para el modo off-line listos para su uso y disponibles para la mayoría de las principales atracciones turísticas del mundo, así como para casi todos los países.
Es posible crear mapas off-line por medio de un editor interno; así como con programas externos tales como MOBAC generado en el PC. A partir de la versión 5.0 también se pueden mostrar mapas 3D si el dispositivo tiene información sobre la altitud. Si el modo GPS está encendido, se puede encontrar la propia posición o calibrar mapas off-line. 
Por otra parte, las pistas y rutas pueden generarse, almacenarse, procesarse y seguirse en formato GPX. El formato KML de Google Maps o Google Earth también esta soportado.
El programa también incluye un planificador las rutas ya sea que te traslades en coche, transporte público, bicicleta o a pie.

## Política de versiones
La versión actual de Oruxmaps (9.6.2GP en el año 2022) está disponible a través de Google Play Store y Amazon AppStore pagando una pequeña contribución. En el sitio web de Oruxmaps puede descargarse gratuitamente una versión más antigua (7.4.25 del año 2017), pero mantenida con regularidad. Esta versión anterior difiere significativamente de la actual.